# Вукнићи
Вукнићи су насељено место у Босни и Херцеговини у Општини Илијаш које административно припада Федерацији Босне и Херцеговине. Према попису становништва из 1991. у насељу су живела 43 становника.

## Становништво
По последњем службеном попису становништва из 1991. године, у насељу Вукнићи су живела 43 становника. Сви становници су били Муслимани. Муслимани се данас углавном изјашњавају као Бошњаци.